# Jesus som symbol
Jesus som symbol har genom historien representerat olika teman och idéer, från religiös frälsning till politisk och kulturell ikonografi. Hans bild och berättelse har anpassats för olika sammanhang, vilket skapat många tolkningar och symboliska lager.

## Historisk utveckling
I tidig kristendom framställdes Jesus som den gudomlige frälsaren (Christus Pantokrator), medan medeltiden betonade hans lidande (Ecce Homo). Renässansen humaniserade hans gestalt, och moderna tider har sett honom som revolutionär, filosof eller till och med popkulturfigur.
| Period        | Huvudsymbolik       | Karakteristiskt verk   |
| ------------- | ------------------- | ---------------------- |
| 100–300 e.Kr. | Fisk, Herden        | Katakombmålningar      |
| 500–1200      | Universums härskare | Mosaiker i Ravenna     |
| 1400–1600     | Mänsklig medkänsla  | Da Vincis ”Nattvarden” |
| 1900–idag     | Social rättvisa     | Liberation Theology    |

## Kulturella tolkningar
I olika kulturer har Jesus anpassats:
- Latinamerika: Symbol för befrielseteologi
- Afrika: Förfader och helare
- Asien: Vis lärare (jämförbar med Buddha)
- Popkultur: Musikalfigur (Jesus Christ Superstar)[3]

## Konst och politik
Från bysantinska ikoner till Banksys street art har Jesusbilder använts för både andlig uppbyggelse och samhällskritik. Under 1900-talet blev han symbol för både anti-kommunism (USA) och socialistisk revolution (Latinamerika).